# Universidade Federal do Extremo Oriente
A Universidade Federal do Extremo Oriente (em russo:  Дальневосто́чный федера́льный университе́т, Dalnevostochny federalny universitet) é uma universidade russa situada em Vladivostok, Krai do Litoral, Rússia.  Ela é sucessora do Instituto Oriental, fundado no século XIX pelo czar Nicolau II durante a fase czarista do Império Russo.
Desde 1994, ela possui um campus avançado em Hakodate (Japão).
Com forte atuação na cooperação internacional, a FEFU patrocinou a criação de uma rede de laboratórios arqueológicos visando o estudo da história dos povos da região do Pacífico, além de sediar o Fórum Econômico do Oriente, evento que reúne as principais economias da região Ásia-Pacífico.
Em 2023, esta universidade foi classificada em 1.578 lugar entre as melhores universidades globais pelo US News &amp; World Report, e, no mesmo ano, foi classificada em 1.880 pelo Center for World University Rankings. 